# 하랄람보스 홀리디스
하랄람보스 홀리디스(그리스어: Χαράλαμπος Χολίδης, 1956년 10월 1일~2019년 6월 26일)는 그리스의 전직 레슬링 선수이다. 1984년 하계 올림픽과 1988년 하계 올림픽에서 남자 그레코로만형 밴텀급 동메달을 획득했다.